# پارادوکس اله
تناقض اَلِه (به انگلیسی: Allais paradox) یک مسئله انتخاب است که توسط موریس اَله(به انگلیسی: Maurice Allais) طراحی شده است تا یک عدم سازگاری بین انتخاب‌های انجام شده با پیش‌بینی‌های تئوری مطلوبیت انتظاری را نشان دهد.

## صورت مسئله
تناقض اله زمانی اتفاق می‌افتد که انتخاب شرکت کنندگان را در دو آزمایش، که هر کدام شامل انتخاب بین دو شرط‌بندی مختلف به نام A و B است، مقایسه کنیم. پیامد هر کدام از این شرط‌بندی‌ها به شکل جدول زیر است.
| آزمایش اول | آزمایش اول | آزمایش اول | آزمایش اول | آزمایش دوم | آزمایش دوم | آزمایش دوم | آزمایش دوم |
| شرط‌بندی 1A | شرط‌بندی 1A | شرط‌بندی 1B | شرط‌بندی 1B | شرط‌بندی 2A | شرط‌بندی 2A | شرط‌بندی 2B | شرط‌بندی 2B |
| مبلغ برنده | احتمال     | مبلغ برنده | احتمال     | مبلغ برنده | احتمال     | مبلغ برنده | احتمال     |
| 1 میلیون   | 100%       | 1 میلیون   | 89%        | صفر        | 89%        | صفر        | 90%        |
| 1 میلیون   | 100%       | صفر        | 1%         | 1 میلیون   | 11%        | صفر        | 90%        |
| 1 میلیون   | 100%       | 5 میلیون   | 10%        | 1 میلیون   | 11%        | 5 میلیون   | 10%        |

مطالعات متنوعی که در بر گیرنده مسائل وابسته به فرضیه و پیامدهای پولی کوچک و همچنین اخیراً در بر گیرنده پیامدهای سلامت است، این ادعا را تأیید کرده است که بیشتر افراد در آزمایش اول بین 1A و1B گزینه 1A را انتخاب می‌کنند. همین‌طور اگر در آزمایش دوم قرار گیرند بین دو گزینه 2A و 2B، بیشتر افراد گزینه 2B را انتخاب می‌کنند. اَله مدعی می‌شود که انتخاب 1A یا 2B به تنهایی معقول است.
اما اگر همین شخص 1A و 2B را با هم انتخاب کند، با تئوری مطلوبیت انتظاری در تناقض است. طبق این تئوری فرد باید یا (1A و 2A) یا (1B و 2B) را انتخاب کند.
این ناسازگاری از این حقیقت نشات می‌گیرد که در تئوری مطلوبیت انتظاری پیامدهای مساوی که به هر دو انتخاب اضافه می‌شود، نباید تأثیری روی خواستنی بودن دو گزینه نسبت به هم داشته باشد. هر دو آزمایش در ۸۹ درصد از مواقع یک پیامد را به شرکت‌کننده می‌دهد (از ردیف بالا به سمت پایین هر دو 1A و 1B یک میلیون جایزه به شرکت‌کننده می‌دهد و 2B و 2A هر دو مقدار صفر را به شرکت‌کننده می‌دهد). پس اگر این ۸۹٪ مشترک بین دو آزمایش نا دیده گرفته شوند آنگاه هر دو آزمایش یک مجموعه انتخاب خواهند بود.
برای فهم بهتر، مسئله را دوباره می‌نویسیم. بعد از اینکه ۸۹٪ مشترک را نا دیده بگیریم 1B دارای ۱٪ شانس صفر و ۱۰٪ شانس بردن ۵ میلیون خواهد بود در حالی که 2B نیز بعد از نادیده گرفتن ۸۹٪ مشترک، همین پیشنهاد را می‌دهد؛ بنابراین 1B و 2B را می‌توان به صورت یک انتخاب دید. به طریق مشابه 1A و 2A را نیز می‌توان به صورت یک انتخاب واحد دید.
| آزمایش اول | آزمایش اول | آزمایش اول | آزمایش اول | آزمایش دوم | آزمایش دوم | آزمایش دوم | آزمایش دوم |
| شرط‌بندی 1A | شرط‌بندی 1A | شرط‌بندی 1B | شرط‌بندی 1B | شرط‌بندی 2A | شرط‌بندی 2A | شرط‌بندی 2B | شرط‌بندی 2B |
| مبلغ برنده | احتمال     | مبلغ برنده | احتمال     | مبلغ برنده | احتمال     | مبلغ برنده | احتمال     |
| 1 میلیون   | 89%        | 1 میلیون   | 89%        | صفر        | 89%        | صفر        | 89%        |
| 1 میلیون   | 11%        | صفر        | 1%         | 1 میلیون   | 11%        | صفر        | 1%         |
| 1 میلیون   | 11%        | 5 میلیون   | 10%        | 1 میلیون   | 11%        | 5 میلیون   | 10%        |

اَله تناقض خود را به عنوان مثال نقضی برای اصل استقلال بیان کرده است.
استقلال به این معنی است که اگر فردی بین دو لاتاری(= قرعه کشی) ساده L1 و L2 بی‌تفاوت باشد، آنگاه آن فرد بین ترکیب L1 و یک لاتاری ساده L3 با احتمال p و ترکیب L2 و L3 با همان احتمال p نیز بی‌تفاوت است. نقض این اصل به مسئله "پیامد مشترک" (یا اثر" پیامد مشترک ") معروف است. ایده مسئله "پیامد مشترک" این است که اگر جایزه‌ای که توسط لاتاری L3 پیشنهاد می‌شود، افزایش یابد L1 و L2 جایزه‌های دلگرمی می‌شوند و فرد ترجیحات خود را اصلاح کرده طوری‌که ریسک و ناامیدی ناشی از برنده نشدن خود را کاهش دهد.
این چنین مشکلات باعث افزایش تعداد جایگزین‌ها و همچنین تعمیم یافتن این تئوری شده است. مخصوصاً شامل تئوری چشم‌انداز، که توسط دنیل کانمن و آموس تورسکی توسعه یافته‌اند؛ مطلوبیت وزنی (چو)؛ مطلوبیت انتظاری وابسته به رتبه توسط جان کوئیگین و تئوری پشیمانی. نکته این مدل‌ها این است که مجموعه رفتارهای وسیع تری را توسط مطلوبیت انتظاری پوشش دهند.
همچنین می‌توان به تئوری چارچوب بندی کانمن و آموس اشاره کرد که دو مورد مشابه ممکن است انتخاب‌های متفاوت را در پی داشته باشد اگر به شکل متفاوتی به فرد نمایش داده شود (مثل عملی که با احتمال ۷۰٪ موفقیت به همراه است یا ۳۰٪ مرگ).
نکته اصلی که اَلی در پی آن بود اینست که اصل استقلال ممکن است یک اصل صحیحی نباشد. اصل استقلال بیان می‌دارد که دو پیامد یکسان که در یک شرط‌بندی اضافه می‌شوند به تحلیل نهایی شرط‌بندی بی ارتباط است. اما این، باور کامل بودن را نادیده می‌گیرد، یعنی انتخاب شما در یک قسمت از شرط‌بندی به مقادیر پیامد احتمالی در قسمت دیگر از شرط‌بندی وابسته است. در انتخاب فوق، 1B، ۱ در صد احتمال بردن صفر وجود دارد، ولی این ۱ در صد حس ناامیدی بزرگی را در خود دارد؛ که می‌توانست با احتمال ۱۰۰ درصد برنده شود اگر 1A را انتخاب می‌کرد. این حس ناامیدی مشروط به قسمت دیگر شرط‌بندی است (قسمتی که با اطمینان برنده می‌شود). بنابراین اَلی بحث می‌کند که ارزیابی قسمتی از شرط‌بندی بدون توجه به سایر گزینه‌های در دسترس، همانگونه که اصل استقلال می‌طلبد، ناممکن است و این یک قضاوت ضعیف در مورد عقلایی بودن است. انتخاب 1A و 2B غیر عقلایی نیست، بلکه تئوری مطلوبیت انتظاری به اندازه کافی قوی نیست تا چنین «عقلانیت محدود» را کشف کند.
چهار واکنش به تناقض اله وجود دارد.
یک، که توسط مارشاک(به انگلیسی: J. Marshak) و ساویج(به انگلیسی: L. savage) مطرح شد به تفسیر هنجاری تناقض بر می‌گردد و نشان می‌دهد که انتخاب در شرایط نااطمینانی یک عمل انعکاسی است که در آن فرد باید آماده اصلاح اشتباهات خود باشد اگر آن تصمیم ثابت شود که با قواعد اساسی انتخاب که در اصل استقلال گنجانده شده‌اند ناسازگار است (اغلب به این صورت که شخصی اشتباهات محاسباتی را تصحیح می‌کند).
واکنش دوم مدعی این است که تناقض اله از معنی داری محدودی برای تعمیم به کل اقتصاد را دارد، چرا که پیامدهای آن غیر نرمال است و احتمالات نزدیک به صفر یا یک است.
واکنش سوم در پی سازگار کردن تناقض با تئوری ای است که ترجیحات را روی موارد تا حدودی بزرگ‌تر و پیچیده تری تعریف می‌کند تا اینکه صرفاً پیشامدها را به صورت یک قرعه کشی ساده فرض کند. برای نمونه یک فرد ممکن است نه تنها چیزی را که بدست می‌آورد را ارزش‌گذاری کند، بلکه آن چیزی را که بدست می‌آورد را در مقایسه با چیزی که با انتخاب دیگری می‌توانست بدست بیاورد، را ارزش‌گذاری می‌کند؛ که این به تئوری پشیمانی منجر می‌شود. در این مثال از تناقض، فرد در آزمایش اول 1A را انتخاب می‌کند زیرا، پشیمانی انتظاری که به دلیل وجود احتمال دریافت جایزه صفر در انتخاب 1B است، با انتخاب 1A که ۱ میلیون را تضمین می‌کند، بسیار زیاد است. از طرف دیگر در آزمایش دوم بین 2A و 2B هیچ پشیمانی بین دو انتخاب وجود ندارد زیرا در هر دو، احتمال دریافت جایزه صفر را دارد.
چهارمین عکس‌العمل این است که اصول اولیه انتخاب را حفظ کند ولی اصل استقلال را با یک مورد ضعیف تر به نام اصل میانه ای(به انگلیسی: Betweenness Axiom) جایگزین کند.

## اصل میانه‌ای
طبق این اصل اگر فردی بین دو قرعه کشی بی‌تفاوت باشد آنگاه بین ترکیب خطی این دو و هر یک از آن‌ها نیز بی‌تفاوت است. به بیان ریاضی داریم:
{\displaystyle {\text{For all }}L,L'{\text{and}}~\lambda \in {\text{(0,1), if}}~L\sim L'{\text{, then}}~\lambda L'+(1-\lambda )L\sim L}

## اثبات ریاضی ناسازگاری
با استفاده از مقادیر بالا و تابع مطلوبیت {\textstyle U(W)} که در آن {\textstyle W}ثروت است، می‌توان نشان داد که چگونه این تناقض شکل گرفته است.
از آنجایی که فرد نمونه 1A را به 1B ترجیح می‌دهد و 2B را به 2A ترجیح می‌دهد، می‌توان تنیجه گرفت که مطلوبیت انتظاری گزینه مرجح از دیگری بیشتر است. یا:

### آزمایش اول
{\displaystyle 1.00U(\$1{\text{ M}})>0.89U(\$1{\text{ M}})+0.01U(\$0{\text{ M}})+0.1U(\$5{\text{ M}})\,}

### آزمایش دوم
{\displaystyle 0.89U(\$0{\text{ M}})+0.11U(\$1{\text{ M}})<0.9U(\$0{\text{ M}})+0.1U(\$5{\text{ M}})\,}
معادله اخیر را می‌توان به شکل زیر نوشت:
{\displaystyle 0.11U(\$1{\text{ M}})<0.01U(\$0{\text{ M}})+0.1U(\$5{\text{ M}})\,}
{\displaystyle 1.00U(\$1{\text{ M}})-0.89U(\$1{\text{ M}})<0.01U(\$0{\text{ M}})+0.1U(\$5{\text{ M}})\,}
{\displaystyle 1.00U(\$1{\text{ M}})<0.89U(\$1{\text{ M}})+0.01U(\$0{\text{ M}})+0.1U(\$5{\text{ M}}),\,}
عبارت آخر در تناقض با آزمایش اول است که فرد مقدار مطمئن را بر دیگری ترجیح داشت.